# Colpo

Colpo este o comună în departamentul Morbihan, Franța. În 1 ianuarie 2022 avea o populație de 2.258 de locuitori.